# Néstor Ulloa
Néstor Jesús Ulloa (Salta, 15 de febrero de 1924 - San Salvador de Jujuy, 28 de junio de 1988) fue un político e ingeniero argentino, que ocupó el cargo de Gobernador de facto de Jujuy durante el Proceso de Reorganización Nacional entre 1982 y 1983.

## Biografía
Nació en Salta, donde realizó sus estudios primarios y secundarios, posteriormente ingresó a la Universidad Nacional de Tucumán donde se graduó de Agrimensor en 1948 y de Ingeniero Civil en 1950. Trabajó en diversos puestos para las agencias de vialidad de las provincias de Tucumán y de Jujuy.
Se casó con Martha Yécora, con quien tuvo siete hijos.
Durante el Proceso de Reorganización Nacional pasó a desempeñarse como Intendente de San Salvador de Jujuy. Siendo gobernador de facto Horacio Guzmán, es nombrado Ministro de Economía. El 25 de octubre de 1982 pasa a desempeñarse como Gobernador de Jujuy, lo cual lo hacía eventualmente ante la ausencia de Guzmán.